# Blackduck
Blackduck és una població dels Estats Units a l'estat de Minnesota. Segons el cens del 2000 tenia 696 habitants.

## Demografia
Segons el cens del 2000, Blackduck tenia 696 habitants, 304 habitatges, i 175 famílies. La densitat de població era de 180,4 habitants per km².
Dels 304 habitatges en un 26% hi vivien nens de menys de 18 anys, en un 40,1% hi vivien parelles casades, en un 14,5% dones solteres, i en un 42,4% no eren unitats familiars. En el 37,8% dels habitatges hi vivien persones soles el 19,7% de les quals corresponia a persones de 65 anys o més que vivien soles. El nombre mitjà de persones vivint en cada habitatge era de 2,14 i el nombre mitjà de persones que vivien en cada família era de 2,81.
Per edats la població es repartia de la següent manera: un 24,6% tenia menys de 18 anys, un 9,1% entre 18 i 24, un 22% entre 25 i 44, un 15,8% de 45 a 60 i un 28,6% 65 anys o més.
L'edat mediana era de 40 anys. Per cada 100 dones de 18 o més anys hi havia 64,1 homes.
La renda mediana per habitatge era de 21.848 $ i la renda mediana per família de 29.750 $. Els homes tenien una renda mediana de 28.594 $ mentre que les dones 16.838 $. La renda per capita de la població era de 12.536 $. Entorn de l'11,6% de les famílies i el 16,9% de la població estaven per davall del llindar de pobresa.

## Poblacions més properes
El següent diagrama mostra les poblacions més properes.